# 牧野康強
牧野 康強（まきの やすたけ、1878年4月21日 - ?）は、小諸藩最後の藩主牧野康済（康民）の長男。子爵。耕雨と号する。養子は高善（実父三井高弘、離縁）、 康熙（実父嵯峨公勝）。
明治16年（1883年）1月、家督を相続する。明治17年（1884年）7月、子爵を授けられる。明治19年（1886年）、学習院初等学科に入学。明治31年（1898年）、従五位となる。明治39年（1906年）3月5日付の『朝日新聞』は、「道楽御前」などとその浪費家ぶりを伝えている。大正10年（1921年）9月2日付の『朝日新聞』は、養子高善の離縁を報道した。その記事のなかで、若いころの放蕩により妻や邸宅のないこと、三井家の経済的な支援を目的とした養子縁組だったとの解説をしている。昭和4年（1929年）、隠居し、養子の康熙に家督を譲った。谷中霊園の牧野家墓所に葬られておらず没年不詳。
生涯妻帯をしなかったものの、三宅セイとの間に庶子美智子を1905年8月にもうけている。